# Ommatius peregrinus
Ommatius peregrinus là một loài ruồi trong họ Asilidae. Ommatius peregrinus được Osten-Sacken miêu tả năm 1887. Loài này phân bố ở vùng Tân nhiệt đới.